# Приведений грошовий потік
Приведений/дисконтований грошовий потік — прийом, що використовується для підрахунку поточної (приведеної) вартості очікуваних у майбутньому наявних надходжень і витрат на основі чистої поточної вартості чи внутрішньої норми прибутку. Цей прийом використовується при аналізі як капіталовкладень в основні засоби виробництва, так і в цінні папери. При методі нетто-приведеної вартості застосовується коефіцієнт дисконтування (відсоткова ставка), заснований на граничних витратах на капітал у зв'язку з залученням додаткового капіталу і з обліком майбутніх наявних надходжень. І майбутні витрати, і майбутні наявні надходження виражаються за поточною вартістю грошей. При застосуванні методу внутрішньої норми прибутку розраховується середній прибуток на капіталовкладення протягом усього терміну дії даного проекту інвестування. За цим методом визначається коефіцієнт дисконтування, при якому поточна вартість майбутнього грошового потоку дорівнює первісним інвестиціям.